# 듀크 스나이더
에드윈 도널드 "듀크" 스나이더(Edwin Donald "Duke" Snider, 1926년 9월 19일 ~ 2011년 2월 27일)는 전 메이저 리그 베이스볼 브루클린 다저스와 로스앤젤레스 다저스에서 활약한 야구 선수로 포지션은 중견수로 브루클린 다저스의 강타자였다.
은퇴 이후, 그의 등번호는 로스앤젤레스 다저스 구단에서 영구 결번으로 지정되어 있고, 1980년 기자단 투표에서 86.49%득표율을 얻어 미국 야구 명예의 전당에 헌액되었다.

## 어린 시절
로스앤젤레스에서 준프로 야구 선수 와드 스네이드와 플로렌스 존슨 사이에 외동아들로 태어났다. 그의 부친은 아들이 자신있게 스마트한 이유로 그에게 "듀크"라고 별명을 지어줬다고 한다. 원래 스나이더가 오른손 잡이였어도 부친은 우연한 동작인 오른손 잡이 투수들을 상대로 장점을 주려고 그를 왼손 잡이 타자로 만들었다.

## 경력

### 초기 경력
콤프턴 고등학교에서 다수의 스포츠 스타 선수였던 스나이더는 750 달러의 보너스를 위하여 브루클린 다저스와 계약을 맺었고, 17세의 나이로 1944년 2루타와 홈런에서 클래스 B 피드먼트 리그를 이끌었다. 그러고나서 18개월 동안 해군에서 보냈다. 야구로 복귀할 때 AA 텍사스 리그에서 1946년 시즌의 대부분을 뛰어 .250점만의 안타를 쳤다. 자신의 거대한 능력에 불구하고 어린 스나이더는 미숙의 성격인 감정을 표현하였다.

### 프로 경력

#### 브루클린/로스앤젤레스 다저스
1947년 그는 브루클린 다저스와 함께 시즌을 일부를 뛰었고, 다저스의 회장이자 총지배인 브랜치 리키는 높이 평가된 전망으로 보았으나 스나이더가 .316점의 안타를 친 AAA 세인트폴과 함께 더 많은 시간을 보냈다. 1948년 몬트리올에서 .327점을 안타하고 중간의 시즌에 머무는데 다저스에 입단하여 .244의 평균과 함께 결말을 지었다.
1949년 22세의 스나이더는 번영하여 .292점을 타구하고 23개의 홈런을 쳤다. 다저스의 에베츠 필드는 우익수에서 짧은 297 피트의 울타리와 함께 자신의 왼손잡이 타구와 잘 어울렸다. 브루클린 다저스에서 정규 선수로서 9개의 시즌에 젊은 스나이더는 다저스를 5번이나 내셔널 리그 페넌트로 이끌어 로저 칸의 책 〈여름의 소년들〉(1972년)에 불우한 명성을 준 팀에 주요 역할을 맡았다.
1951년 미키 맨틀과 윌리 메이스가 각각 뉴욕 양키스와 뉴욕 자이언츠에 입단할 때 도시는 3명의 중견수들 주위에 성공적으로 지어진 야구의 황금 시기로 들어갔고, "Willie, Mickey and Duke"라는 합창 후렴이 나온 싱어송라이터 테리 캐시먼의 1981년 히트송 "Talking Baseball"에서 축제가 벌여졌다. 스나이더는 다저스의 성공에서 조격이었으며, 1949년 페넌트를 우승하는 득점에서 히트를 쳐서 주자를 흠인시키고 1950년 거의 마지막 이닝의 영웅 시대들을 되풀이하였다. 다저스가 자이언츠에게 1951년 페넌트를 패할 때 스나이더는 다루는 데 어려움을 겪고, 자신이 이적될 것 같다고 제안하였으며 25세의 나이에 백발이 되었다고 한다. 그의 동료들은 그를 울거나 엄마의 소년같이 보고 팀의 주장 피 위 리즈는 그에게 성장하라고 말하였다.
거친 자리들에 불구하고 그의 경력은 1950년대에 번창하였다. 3명의 뉴욕 중견수들 중에 그는 아마 3위에 들어와있어도 메이저 리그 선수들은 아무도 더 많은 홈런(326)을 치거나 혹은 타점(1031), 더 많은 득점(970) 혹은 더 높은 장타율을 가지지 못하였다. 스나이더는 1953년에 시작된 5개의 연속적 시즌들에 최소한 40개의 홈런을 쳤다. 1954년 그는 .341의 최고 타구 평균을 기록하여 메이스에게 좁은 차이로 타이틀을 패하였다. 1955년 다저스는 월드 시리즈에 진출하여 양키스를 꺾고 첫 우승을 하였다. 스포팅 뉴스가 그 시즌을 위하여 그를 "올해의 선수"로 임명하였어도 병든 스포츠 작가가 스나이더의 이름을 비밀 투표에서 제명할 때 MVP를 위한 투표에서 그는 로이 캄파넬라에 밀려 2위를 하였다. 그는 캘리포니아주 샌디에이고 북부에 있는 폴브룩에서 대지의 60 에이커를 매입하여 거기에 아보카도를 재배하는 데 계획을 세워 야구를 위한 열광의 부족을 제안하였다.
1958년 다저스가 브루클린에서 로스앤젤레스로 옮기자 팀을 스나이더의 결합들로 가깝게 옮겼어도 그는 자신이 매우 인기 있었고 선수로서 번창한 브루클린을 떠나려하지 않았으며 에베츠 필드에서 마지막 홈런을 쳤다. 서부 해안에서 첫 4개의 시즌들은 그의 감정을 향상시키지 않았다. 팀은 콜리세움에서 뛰었고 타원형의 미식축구 경기장은 어울리지 않았다. 우익수는 390 피트, 중견수는 425 피트로 측량되어 안락한 에베츠 필드의 넓이는 사라졌다. 로스앤젤레스로 옮겨진 이듬해 팀은 시카고 화이트삭스를 꺾고 2번째 월드 시리즈 타이틀을 얻었다.
부상을 당하고 약간의 경기들을 뛰어 포위된 스나이더는 그 4년 동안에 17개 만의 홈런을 평균하였고, 1962년 자신이 첫 안타를 등록한 새로운 다저 스타디움에서 5개 만의 비상근을 뛰었다.

#### 뉴욕 메츠와 샌프란시스코 자이언츠
1963년 뉴욕 메츠로 팔린 그는 그 활기없이 확장된 팀에 2000번째 안타와 400번째 홈런에 도달하였고, 그러고나서 샌프란시스코 자이언츠로 이적되어 경쟁자를 위하여 활약하는 데 자신의 소원을 이루었다. 그는 비상근의 .210의 평균과 함께 약간 공헌을 하고 1964년 시즌 이후에 은퇴하였다. 6 피트 180 파운드의 강타자는 .295의 평균, 407개의 홈런과 1333개의 타점과 함께 자신의 경력을 결말지었다.

## 은퇴 이후
은퇴한 후에 스나이더는 일을 해야했으며, 볼링장 투자가 실패하여 그는 자신의 아보카도 농장을 팔아야 했다. 그는 1968년을 통하여 다저스를 위한 마이너 리그에서 스카우트와 감독을 맡았고, 3년 동안 샌디에이고 파드리스를 위한 아나운서를 맡고 1973년 몬트리올 엑스포스를 위한 14년 동안 운영된 방송을 시작하였으며 자신의 최고 마이너 리그 시즌의 현장으로 돌아왔다.
1980년 미국 야구 명예의 전당에 헌액되었으나 자신의 11번째 적격의 해에서 만이 아니었다. 그는 1987년 심장 마비에 걸렸고, 그의 다리 부상이 나와 골프를 치는 데 포기하도록 그를 강요하였다.
1995년 그는 야구 언행록의 열광을 자라게 한 것으로부터 이익들 얻는 10년간에 이어 소득세 기피로 기소를 당하였고, 소득세에서 10만 달러 이상을 보고하는 데 출연하여 서명을 하고 소홀이 하였다. 그는 납세 신고서, 벌금과 이자에서 5만 7천 달러를 내는 데 결말을 지고 2년간 보호 관찰화에 놓였다.
2011년 2월 27일 에스콘디도에서 84세의 나이에 지병으로 사망하였다.

## 같이 보기
- 미국 야구 명예의 전당의 헌액자 목록